# 弗朗西斯·乔治·福勒
弗朗西斯·乔治·福勒（英語：Francis George Fowler，1871年—1919年），英国语言、文法、用法作家。

## 生平
弗朗西斯生于皇家唐桥井， 在剑桥大学彼得学院接受教育。其后居住在海峡群岛的根西岛。与哥哥亨利·华生·福勒合著成《英文标准用法》(The King’s English)，并于1906年出版。其后二人又合著《现代英文用法》(Fowler’s Modern English Usage)，但尚未著成，弗朗西斯因参加一战中的英国远征军时罹患的肺结核逝世，享年47岁。
亨利将《现代英文用法》(Modern English Usage) 献给弗朗西斯，并在献辞中写道:“比起那位比他大十二岁的合伙人，他有着更敏锐的智慧，对妥帖有更好的感触，有着更开放的心境”。